# طواف إسبانيا 1947
طواف إسبانيا 1947 هو سباق دراجات هوائية أقيم بتاريخ 12 مايو - 5 يونيو، تكون السباق من 24 مرحلة وامتدّ لمسافة 3893 كم بسرعة 29.39 كم/س، استغرق السباق 132 ساعة 27 دقيقة 00 ثانية. فاز به البلجيكي إدوارد فان ديك.

## الترتيب
| م                     | الدرّاج           | البلد   | الزمن                      |
| --------------------- | ---------------- | ------- | -------------------------- |
| الفائز بالترتيب العام | إدوارد فان ديك   | بلجيكا  | 132 ساعة 27 دقيقة 00 ثانية |
| حسب النقاط            | ديليو رودريغيث   | إسبانيا | -                          |
| التسلق                | إيميليو رودريغيث | إسبانيا | -                          |